# Keisaku Nagano
Keisaku Nagano (永野 慶作, Nagano Keisaku), né en 1928 à Kobe et décédé le 29 décembre 2010, est un compositeur, pédagogue, chef d'orchestre et cornettiste japonais.

## Biographie
Après ses études musicales en 1947, Nagano est attaché comme joueur de cornet à pistons auprès de l'Orchestre d'harmonie municipal d'Osaka (大阪市音楽団). En 1958, il est conférencier et chef d'orchestre à l'Université Kwansei Gakuin à Nishinomiya. De 1978 à 1985, il est de nouveau attaché auprès de l'Orchestre d'harmonie municipal d'Osaka mais, cette fois, comme chef de l'orchestre d'harmonie. 
Il a également travaillé en tant que compositeur. Ses œuvres les plus connues sont les marches Mido Suzi, publiées en 1968 chez un éditeur américain et sa « Marche d'adieu ».